# Morane-Saulnier MoS-130
Morane-Saulnier MS.129 và seri MS.130 là một họ máy bay huấn luyện quân sự, được chế tạo tại Pháp trong thập niên 1920.

## Biến thể
- MS.129
- MS.130
- MS.131
- MS.132
- MS.133
- MS.134
- MS.136

## Quốc gia sử dụng
- Pháp
  - Aéronavale (MS.130)
  - Aéronautique Militaire (MS.130)
- Brazil (15 × MS.130)
  - Không quân Brazil
  - Varig (MS.130)
- Bỉ (2 × MS.130)
- Trung Quốc (MS.130)
- Guatemala (MS.130)
- Bồ Đào Nha
  - Không quân Bồ Đào Nha
- Romania (MS.129)
- Thổ Nhĩ Kỳ (MS.130)

## Tính năng kỹ chiến thuật (MS.130)
Dữ liệu lấy từ The Illustrated Encyclopedia of Aircraft 2554
Đặc điểm tổng quát
- Kíp lái: 2
- Chiều dài: 6.97 m (22 ft 10 in)
- Sải cánh: 10.70 m (35 ft 1 in)
- Chiều cao: 2.85 m (9 ft 4 in)
- Diện tích cánh: 19.7 m2 (212 ft2)
- Trọng lượng rỗng: 793 kg (1.740 lb)
- Trọng lượng có tải: 1.149 kg (2.528 lb)
- Powerplant: 1 × Salmson 9Ab, 170 kW (230 hp)

Hiệu suất bay
- Vận tốc cực đại: 208 km/h (130 mph)
- Tầm bay: 510 km (320 dặm)
- Trần bay: 5.000 m (16.000 ft)